# 1977 w literaturze
Wydarzenia literackie w 1977 roku.

## Wydarzenia
- polskie
  - ukazał się pierwszy numer czasopisma Zapis

## Proza beletrystyczna i literatura faktu

### Język polski
- Jan Drzeżdżon
  - Leśna Dąbrowa (Wydawnictwo Łódzkie)[1]
  - Okrucieństwo czasu (Ludowa Spółdzielnia Wydawnicza)[2]
  - Wieczność i miłość (Ludowa Spółdzielnia Wydawnicza)[3]
  - Tajemnica bursztynowej szkatułki (Wydawnictwo Iskry)[4]
- Aleksander Minkowski – Grażyna (Młodzieżowa Agencja Wydawnicza)[5]
- Alfred Szklarski – Przekleństwo złota
- Lucjan Wolanowski
  - Min-Min. Mała opowieść o wielkim lądzie
  - Walizka z przygodami. Reporter tu, reporter tam

### Inne języki
- James Herriot – Szał pracy (Vet in a Spin)
- Bohumil Hrabal – Zbyt głośna samotność (Příliš hlučná samota)
- P.D. James - Śmierć każdego dnia (Death of an Expert Witness)[6]
- Stephen King – Lśnienie (The Shining)
- Mario Vargas Llosa – Ciotka Julia i skryba (La tía Julia y el escribidor)
- Josef Škvorecký – Przypadki inżyniera ludzkich dusz (Příběh inženýra lidských duší)
- John Ronald Reuel Tolkien – Silmarillion

### Tłumaczenia
- Iris Murdoch – Czarny Książę (The Black Prince)

## Wywiady
- polskie
- zagraniczne
- wydania polskie tytułów zagranicznych

## Dzienniki, autobiografie, pamiętniki
- polskie
- zagraniczne
- wydania polskie tytułów zagranicznych

## Eseje, szkice i felietony

### Język polski
- Czesław Miłosz – Ziemia Ulro

## Nowe dramaty
- polskie
  - Helmut Kajzar – Villa dei misteri
  - Sławomir Mrożek
    - Serenada
    - Lis filozof
    - Polowanie na lisa
    - Krawiec
- zagraniczne
- wydania polskie tytułów zagranicznych

## Nowe poezje
- polskie
  - Jarosław Iwaszkiewicz - Mapa pogody
  - Tadeusz Różewicz – Duszyczka
  - Adam Ważyk - Zdarzenia
  - Bohdan Zadura - Małe muzea
- zagraniczne
  - John Ashbery - Houseboat Days (USA)
  - Charles Bukowski - Love is a Dog from Hell (Miłość to piekielny pies)
  - Efraín Huerta – Circuito interior (Meksyk)
- wydania polskie poetów zagranicznych
- zagraniczne antologie
- wydane w Polsce wybory utworów poetów obcych
- wydane w Polsce antologie poezji obcej

## Nowe prace naukowe, biografie i kalendaria
- polskie
  - Elżbieta Rzewuska - O dramaturgii Tadeusza Micińskiego (Zakład Narodowy im. Ossolińskich)[7]
- zagraniczne
  - Charles Jencks – Architektura postmodernistyczna (The Language of Postmodern Architecture)

## Urodzili się
- 7 stycznia – Sofi Oksanen, fińska pisarka
- 21 lutego – Owen King, amerykański wykładowca i pisarz literatury grozy
- 4 marca – Dan Wells, amerykański pisarz
- 7 marca – Brent Weeks, amerykański autor fantasy
- 8 kwietnia
  - Sarah Pinsker, amerykańska pisarka
  - Sara Shepard, amerykańska pisarka
- 9 kwietnia – Zoran Krušvar, chorwacki pisarz science fiction i fantasy
- 1 czerwca – Guziel Jachina, rosyjska pisarka
- 5 września – Erin Entrada Kelly, amerykańsko-filipińska pisarka dla dzieci
- 26 października – Łukasz Orbitowski, polski pisarz i publicysta
- 27 października – Kristian Bang Foss, duński pisarz
- Olga Gitkiewicz, polska reportażystka
- Krzysztof Siwczyk, polski poeta i krytyk literacki

## Zmarli
- 10 stycznia – Stefan Duba-Dębski, polski tłumacz literatury pięknej z języka czeskiego i słowackiego (ur. 1914)
- 18 stycznia – Carl Zuckmayer, niemiecki pisarz (ur. 1896)
- 27 stycznia – Josef Toman, czeski pisarz, poeta i dramaturg (ur. 1899)
- 1 lutego – Edmond Hamilton, amerykański pisarz science fiction (ur. 1904)
- 27 lutego – John Dickson Carr, amerykański autor kryminałów (ur. 1906)
- 4 marca – Heinrich Alexander Stoll, wschodnioniemiecki pisarz (ur. 1910)
- 25 marca – Rodolfo Walsh, argentyński pisarz i dziennikarz uważany za ojca dziennikarstwa śledczego (ur. 1927)
- 7 kwietnia – Jim Thompson, amerykański pisarz i scenarzysta (ur. 1906)
- 11 kwietnia – Jacques Prévert, francuski poeta i scenarzysta (ur. 1900)
- 5 maja – Sonja Åkesson, szwedzka pisarka i dramatopisarka (ur. 1926)
- 9 maja – James Jones, amerykański pisarz i nowelista (ur. 1921)
- 2 lipca – Vladimir Nabokov, pisarz rosyjski i amerykański (ur. 1899)
- 17 sierpnia – Moufdi Zakaria, algierski poeta (ur. 1908)
- 12 września – Robert Lowell, amerykański poeta, dramaturg i tłumacz (ur. 1917)
- 24 września – Mirzo Tursunzoda, tadżycki poeta (ur. 1911)
- 29 września – Hans Habe, austriacki, amerykański i niemiecki pisarz i dziennikarz (ur. 1911)
- 11 października – MacKinlay Kantor, amerykański pisarz, dziennikarz i scenarzysta (ur. 1904)
- 27 października – James M. Cain, amerykański dziennikarz i autor prozy kryminalnej (ur. 1892)
- 2 listopada – Hans Erich Nossack, niemiecki pisarz (ur. 1901)
- 5 listopada – René Goscinny, francuski pisarz (ur. 1926)
- 30 listopada – Terence Rattigan, brytyjski pisarz i dramaturg (ur. 1911)
- 7 grudnia – Salomon Łastik, polski historyk literatury, pisarz, publicysta (ur. 1907)
- 9 grudnia – Clarice Lispector, brazylijska pisarka i tłumaczka (ur. 1920)

## Nagrody
- Georg-Büchner-Preis - Reiner Kunze
- Nagroda Bollingena - David Ignatow(inne języki)
- Nagroda Cervantesa – Alejo Carpentier
- Nagroda Hugo w kategorii powieść - Kate Wilhelm za Gdzie dawniej śpiewał ptak
- Nagroda Hugo w kategorii opowiadanie - Spider Robinson za By Any Other Name, James Tiptree Jr. za Houston, Houston, czy mnie słyszysz
- Nagroda Hugo w kategorii nowela - Isaac Asimov
- Nagroda Hugo w kategorii miniatura literacka - Joe Haldeman
- Nagroda im. Wilhelma Macha -  Donat Kirch za Liście Croatoan
- Nagroda Jerozolimska - Octavio Paz
- Nagroda Jupitera - Kate Wilhelm
- Nagroda Kościelskich – Ewa Bieńkowska, Maciej Broński, Małgorzata Szpakowska, Bolesław Taborski
- Nagroda Locusa w kategorii powieść s-f - Kate Wilhelm
- Nagroda Locusa w kategorii opowiadanie - Michael Bishop za The Samurai and the Willows
- Nagroda Locusa w kategorii nowela - Isaac Asimov za Człowiek, który żył dwieście lat
- Nagroda Locusa w kategorii krótka forma - Joe Haldeman za Tricentennial
- Nagroda Nobla – Vicente Aleixandre
- Nagroda Polskiego PEN Clubu za przekład z literatury obcej na język polski - Jerzy Ficowski
- Nagroda Renaudot - Alphonse Boudard
- Orle Pióro - Zbigniew Nienacki
- Premio Nacional de Poesía - Miguel Fernández
- Premio Planeta - Jorge Semprún, Ángel Palomino
- Prix Femina - Régis Debray